# Louis Navarre (homme politique)
Pour les articles homonymes, voir Louis Navarre.
Louis Navarre est un homme politique français né le 27 avril 1853 à Condé-sur-l'Escaut (Nord) et mort le 23 novembre 1921 à Athis-Mons.
Médecin à Paris en 1876, il est conseiller municipal de Paris et président du conseil municipal, conseiller général et député de la Seine du 13e arrondissement de 1914 à 1919, inscrit au groupe SFIO. 